# 城東特種自工
株式会社城東特種自工（じょうとうとくしゅじこう）とは、主に特装車の製造を行う企業である。

## 概要
主に、特装車を製造している企業である。
手がける特装車の種類は多岐にわたり、主に消防車や救急車などの緊急車両や、軍用車両などの行政機関による車両の製造が多い。
東日本大震災以降、災害対策用車の製造に力を入れている。
その他、移動式キャラバンカー、消防車、移動式コンビニエンスストア車両などを製造している。

## 沿革
- 2004年 7月 - 榎元俊一が株式会社城東特種自工を設立。
- 2004年11月 - 江東区新木場3-9-6に第二工場増設。
- 2005年11月 - 江東区新木場4-5-11に第三工場増設。
- 2011年 4月 - 災害対策車両の製造に力を入れる。